# Chrysotachina subviridis
Chrysotachina subviridis är en tvåvingeart som först beskrevs av Wulp 1892.  Chrysotachina subviridis ingår i släktet Chrysotachina och familjen parasitflugor. Inga underarter finns listade i Catalogue of Life.